# Acontiola punctithorax
Acontiola punctithorax is een vlinder van de familie van de uilen (Noctuidae). De wetenschappelijke naam van deze soort is voor het eerst voorgesteld als Ozarba punctithorax door Emilio Berio in een publicatie uit 1940.
De soort komt voor in Zuid-Afrika.